# Johann Friedrich Böhmer
Johann Friedrich Böhmer, född 22 april 1795, död 22 oktober 1863, var en tysk historiker.
Böhmer blev 1825 arkivtjänsteman och 1830 bibliotekarie i Frankfurt am Main. Han utgav en förteckning över de tyska kungaurkunderna fram till Karl IV, Regesta imperii (1833 och framåt), och sörjde för arbetets fortsättande genom grundandet av Böhmerstiftelsen. 
Bland Böhmers urkundspublikatiner märks vidare Urkundenbuch der Reichsstadt Frankfurt (1836, ny upplaga 2 band, 1901-05) och Wittelsbachische Regesten (1854). I Fontes rerum germanicarum (4 band, 1843-68), samlade Böhmer 1200- och 1300-talens historiska källor.